# Temporada 1966 del Campeonato del Mundo de Motociclismo
La temporada de 1966 del Campeonato del Mundo de Motociclismo fue la 18.º edición del Campeonato Mundial de Motociclismo.

## Desarrollo y resultados
Honda intensificó su programa de carreras con una nueva moto de cuatro cilindros de 500cc, así como motos en las cuatro clases más pequeñas. A pesar de los mayores esfuerzos de Honda, Suzuki conseguiría el título de 50cc con Hans-Georg Anscheidt ganando el campeonato de Honda Luigi Taveri en la última carrera de la temporada en Japón. Yamaha pelearía con Honda toda la temporada por la corona 125, cada fábrica se llevaría cinco victorias, con Taveri de Honda tomando el título de Yamaha Bill Ivy.
Esta temporada sería el inicio de la leyenda Giacomo Agostini. El supercampeón italiano se alzaría con el primer título de los 15 que conseguiría en su palmarés. Sería una dura batalla con el gran campeón inglés Mike Hailwood, que se decidiría en la última carrera (Gran Premio de las Naciones. El plan de Honda era que Jim Redman liderara la gama de 500 antes de retirarse. Todo comenzó bien con Redman ganando las dos primeras carreras del año. Sin embargo, las esperanzas de Honda se desvanecieron cuando se estrelló bajo la lluvia en Bélgica y se rompió la muñeca. 
Hailwood se resarciría al arrebatar al joven piloto de MV Agusta el entorchado de 350cc y también el de 250cc, ganando las primeras ocho carreras de la temporada.

## Calendario y resultados
| Ronda | Fecha            | Gran Premio                      | Circuito             | Ganador 50cc         | Ganador 125cc | Ganador 250cc    | Ganador 350cc    | Ganador 500cc      |          |
| ----- | ---------------- | -------------------------------- | -------------------- | -------------------- | ------------- | ---------------- | ---------------- | ------------------ | -------- |
| 1     | 8 de mayo        | Gran Premio de España            | Circuito de Montjuïc | Luigi Taveri         | Bill Ivy      | Mike Hailwood    |                  |                    | Artículo |
| 2     | 22 de mayo       | Gran Premio de Alemania          | Hockenheimring       | Hans-Georg Anscheidt | Luigi Taveri  | Mike Hailwood    | Mike Hailwood    | Jim Redman         | Artículo |
| 3     | 29 de mayo       | Gran Premio de Francia           | Charade Circuit      |                      |               | Mike Hailwood    | Mike Hailwood    |                    | Artículo |
| 4     | 25 de junio      | Gran Premio de los Países Bajos  | TT Circuit Assen     | Luigi Taveri         | Bill Ivy      | Mike Hailwood    | Mike Hailwood    | Jim Redman         | Artículo |
| 5     | 3 de julio       | Gran Premio de Bélgica           | Spa-Francorchamps    |                      |               | Mike Hailwood    |                  | Giacomo Agostini   | Artículo |
| 6     | 17 de julio      | Gran Premio de Alemania del Este | Sachsenring          |                      | Luigi Taveri  | Mike Hailwood    | Giacomo Agostini | František Št'astný | Artículo |
| 7     | 24 de julio      | Gran Premio de Checoslovaquia    | Masaryk Circuit      |                      | Luigi Taveri  | Mike Hailwood    | Mike Hailwood    | Mike Hailwood      | Artículo |
| 8     | 7 de agosto      | Gran Premio de Finlandia         | Circuito de Imatra   |                      | Phil Read     | Mike Hailwood    | Mike Hailwood    | Giacomo Agostini   | Artículo |
| 9     | 20 de agosto     | Gran Premio del Úlster           | Dundrod Circuit      |                      | Luigi Taveri  | Ginger Molloy    | Mike Hailwood    | Mike Hailwood      | Artículo |
| 10    | 2 de septiembre  | TT Isla de Man                   | Snaefell Mountain    | Ralph Bryans         | Bill Ivy      | Mike Hailwood    | Giacomo Agostini | Mike Hailwood      | Artículo |
| 11    | 11 de septiembre | Gran Premio de las Naciones      | Monza                | Hans-Georg Anscheidt | Luigi Taveri  | Mike Hailwood    | Giacomo Agostini | Giacomo Agostini   | Artículo |
| 12    | 17 de octubre    | Gran Premio de Japón             | Fuji Speedway        | Yoshimi Katayama     | Bill Ivy      | Hiroshi Hasegawa | Phil Read        |                    | Artículo |

## Resultados

### 500cc[2]
| Pos. | Piloto                | Moto                        | GER | HOL | BEL | DDR | CZE | FIN | ULS | MAN | NAC | Pts.    |
| ---- | --------------------- | --------------------------- | --- | --- | --- | --- | --- | --- | --- | --- | --- | ------- |
| 1    | Giacomo Agostini      | MV Agusta                   | 2   | 2   | 1   | Ret | 2   | 1   | 2   | 2   | 1   | 36 (54) |
| 2    | Mike Hailwood         | Honda                       | Ret | Ret | Ret | Ret | 1   | 2   | 1   | 1   | Ret | 30      |
| 3    | Jack Findlay          | Matchless                   | 11  | 6   | Ret | 2   | 4   | 3   | 4   | 8   | 3   | 20 (21) |
| 4    | František Št'astný    | Jawa-CZ                     |     | 3   | Ret | 1   | Ret | Ret | 3   | 6   | Ret | 17      |
| 5    | Jim Redman            | Honda                       | 1   | 1   | Ret |     |     |     |     |     |     | 16      |
| 6    | Gyula Marsovszky      | Matchless                   | 3   | 7   | 4   | 5   | 3   | 7   | 8   |     | 8   | 13      |
| 7    | Jack Ahearn           | Norton                      | 8   | 9   | 3   | 3   | 5   | 4   |     | Ret |     | 13      |
| 8    | Stuart Graham         | Matchless                   | 4   | 5   | 2   | Ret | Ret | Ret |     |     |     | 11      |
| 9    | Peter Williams        | Matchless / AJS             |     |     | 9   |     |     |     | 6   | 7   | 2   | 7       |
| 10   | Chris Conn            | Norton                      | Ret | Ret | Ret |     |     | Ret | 5   | 3   | Ret | 6       |
| 11   | Ron Chandler          | Matchless                   |     | Ret | 6   | 4   |     |     |     | 5   | Ret | 6       |
| 12   | John Cooper           | Norton                      | Ret | 4   | Ret |     | 7   |     | Ret |     | Ret | 3       |
| 13   | Fred Stevens          | Paton / Matchless / Metisse | Ret | 8   | 14  | Ret | Ret | 8   | 12  | 12  | 4   | 3       |
| 14   | John Blanchard        | Seeley / Matchless          |     |     |     |     |     |     | Ret | 4   |     | 3       |
| 15   | Lewis Young           | Matchless                   | 5   | Ret | 8   | Ret | 9   | 6   |     |     | Ret | 3       |
| 16   | Malcolm Stanton       | Norton                      |     | 14  | Ret | Ret |     | 5   |     | 10  | Ret | 2       |
| 17   | Walter Scheimann      | Norton                      | 10  | Ret | Ret |     | 14  |     |     |     | 5   | 2       |
| 18   | John Mawby            | Norton                      |     |     | 5   | Ret |     |     |     |     | 13  | 2       |
| 19   | Edy Lenz              | Matchless                   | 6   |     | Ret | Ret | Ret |     |     | Ret | 6   | 2       |
| 20   | John Dodds            | Norton                      | Ret |     | 13  | 6   | 10  |     | Ret | Ret | Ret | 1       |
| 21   | Eric Hinton           | Norton                      |     |     |     | Ret | 6   | Ret |     |     |     | 1       |
| 22   | Dan Shorey            | Norton                      | 7   | 12  | 11  | 8   | 13  |     | Ret | 19  | Ret | 0       |
| 23   | Bo Granath            | Matchless                   |     |     | 7   | Ret | 12  | 9   |     |     |     | 0       |
| 24   | Derek Lee             | Matchless                   |     |     |     |     | Ret | Ret | 17  | Ret | 7   | 0       |
| 25   | Joe Dunphy            | Norton                      |     | Ret |     | 7   | Ret |     | Ret | Ret |     | 0       |
| 26   | Selwyn Griffiths      | Matchless                   |     |     |     |     |     |     | 7   | Ret |     | 0       |
| 27   | Billie Nelson         | Norton                      | 9   | Ret |     | 9   | 8   | 12  |     | Ret |     | 0       |
| 28   | Billy McCosh          | Matchless                   |     |     |     |     |     |     | 10  | 9   |     | 0       |
| 29   | Gustav Havel          | Jawa-CZ                     | Ret | 11  |     | 14  | 11  | Ret | 9   |     | Ret | 0       |
| 30   | Philippe Canoui       | Matchless                   |     |     | Ret | Ret |     |     |     |     | 9   | 0       |
| 31   | Agne Carlsson         | Matchless                   |     |     |     | 10  | Ret | 10  |     |     |     | 0       |
| 32   | Kel Carruthers        | Norton                      | Ret | 10  | Ret | Ret |     | Ret | 13  | 11  | Ret | 0       |
| 33   | Len Atlee             | Norton                      | Ret |     | 10  | Ret |     |     | 15  | 21  |     | 0       |
| 34   | Billy Andersson       | Matchless                   |     |     |     |     |     | 11  |     | 16  |     | 0       |
| 35   | György Kurucz         | Norton                      |     |     |     | 11  | Ret |     |     |     |     | 0       |
| 36   | Giuseppe Dardanello   | Norton                      |     |     |     |     |     |     |     |     | 11  | 0       |
| =    | Robin Fitton          | Norton                      |     |     |     |     |     |     | 11  |     |     | 0       |
| 38   | Maurice Hawthorne     | Norton                      |     |     | 12  |     |     |     |     | 18  | 10  | 0       |
| 39   | David Lloyd           | Norton                      |     |     | Ret | 12  |     |     |     | 20  |     | 0       |
| 40   | Vasco Loro            | Norton                      |     |     |     |     |     |     |     |     | 12  | 0       |
| 41   | Pentti Lehtelä        | Norton                      |     |     |     | Ret | 15  | 13  |     |     |     | 0       |
| 42   | Jack Saunders         | Matchless                   |     |     |     | 13  |     |     | 20  | Ret |     | 0       |
| 43   | Karl Hoppe            | Matchless                   | Ret | 13  |     |     |     |     |     |     | Ret | 0       |
| 44   | George Fogarty        | Matchless                   |     |     |     |     |     |     |     | 13  |     | 0       |
| 45   | Roly Capner           | Matchless                   |     |     |     |     |     |     |     | 14  |     | 0       |
| =    | Barry Scully          | Norton                      |     |     |     |     |     |     | 14  |     |     | 0       |
| 47   | Godfrey Nash          | Norton                      |     | 15  |     |     |     |     |     |     |     | 0       |
| =    | Charlie Sanby         | Norton                      |     |     |     |     |     |     |     | 15  |     | 0       |
| 49   | Rudi Thalhammer       | Seeley / Norton / Matchless | Ret | 16  |     |     | Ret |     |     |     | Ret | 0       |
| =    | Ernst Weiss           | Matchless                   |     |     |     | Ret | Ret |     | 16  | Ret |     | 0       |
| 51   | Peter Sheppard        | Norton                      |     |     |     |     | 16  |     |     |     |     | 0       |
| 52   | Roger Beaumont        | Norton                      | Ret | Ret | Ret |     | 17  |     |     | Ret |     | 0       |
| 53   | Neville Landrebe      | Matchless                   |     |     |     |     |     |     |     | 17  |     | 0       |
| 54   | Dennis Gallagher      | Matchless                   |     |     |     |     |     |     | 18  | Ret |     | 0       |
| 55   | Tom Gill              | Matchless                   |     |     |     |     |     |     | 19  | Ret |     | 0       |
| 56   | Ray Breingan          | Norton                      |     |     |     |     |     |     | 21  | Ret |     | 0       |
| 57   | Stuart Morin          | Norton                      |     |     |     | Ret |     | Ret |     | 22  |     | 0       |
| 58   | Terence Taylor        | Norton                      |     |     |     |     |     |     | 22  |     |     | 0       |
| 59   | Brian Taggart         | Norton                      |     |     |     |     |     |     | 23  |     |     | 0       |
| =    | Carl Ward             | Norton                      |     |     |     |     |     |     |     | 23  |     | 0       |
| 61   | Byron Black           | Matchless                   |     |     |     |     |     |     | 24  | 28  |     | 0       |
| 62   | Dave Williams         | Norton                      |     |     |     |     |     |     |     | 24  |     | 0       |
| 63   | Steve Jolly           | Norton                      |     |     |     |     |     |     |     | 25  |     | 0       |
| 64   | Peter Darvill         | Matchless                   |     |     |     |     |     |     |     | 26  |     | 0       |
| 65   | Dave Duncan           | Matchless                   |     |     |     |     |     |     |     | 27  |     | 0       |
| 66   | Les Kempster          | Norton                      |     |     |     |     |     |     |     | 29  |     | 0       |
| 67   | Jim Ashton            | Matchless                   |     |     |     |     |     |     |     | 30  |     | 0       |
| 68   | Laurence Povey        | Norton                      |     |     |     |     |     |     |     | 31  |     | 0       |
| 69   | Harry Reynolds        | Matchless                   |     |     |     |     |     |     |     | 32  |     | 0       |
| -    | Ian Burne             | Norton                      | Ret |     | Ret | Ret |     |     |     | Ret |     | 0       |
| -    | Griff Jenkins         | Norton / Dunstall           |     |     |     |     | Ret |     | Ret | Ret |     | 0       |
| -    | John Denty            | Norton                      |     |     |     |     |     |     | Ret | Ret |     | 0       |
| -    | Owen Howard           | Matchless                   |     |     |     |     |     |     | Ret | Ret |     | 0       |
| -    | Derek Minter          | Seeley / Matchless          | Ret | Ret |     |     |     |     |     |     |     | 0       |
| -    | Johnny Wales          | Norton                      |     | Ret | Ret |     |     |     |     |     |     | 0       |
| -    | Stan Adams            | Norton                      |     |     |     |     |     |     |     | Ret |     | 0       |
| -    | Hartmut Allner        | BMW                         | Ret |     |     |     |     |     |     |     |     | 0       |
| -    | Kent Andersson        | Husqvarna                   |     |     |     |     |     | Ret |     |     |     | 0       |
| -    | Alain Barbaroux       | Norton                      |     |     | Ret |     |     |     |     |     |     | 0       |
| -    | Roy Bisbey            | Norton                      |     |     |     |     |     |     |     | Ret |     | 0       |
| -    | David Brown           | Norton                      |     | Ret |     |     |     |     |     |     |     | 0       |
| -    | Rex Butcher           | Norton                      |     |     |     |     |     |     |     | Ret |     | 0       |
| -    | Hans-Otto Butenuth    | BMW                         | Ret |     |     |     |     |     |     |     |     | 0       |
| -    | Kel Carlsson          | Norton                      |     |     |     |     |     |     |     | Ret |     | 0       |
| -    | Conway Chivers        | Norton                      |     |     |     |     |     |     |     | Ret |     | 0       |
| -    | Guy Cooremans         | Norton                      |     |     |     | Ret |     |     |     |     |     | 0       |
| -    | Davy Crawford         | Norton                      |     |     |     |     |     |     | Ret |     |     | 0       |
| -    | Dave Croxford         | Matchless                   |     |     |     |     |     |     | Ret |     |     | 0       |
| -    | Brian Dennis          | Velocette                   |     |     |     |     |     |     |     | Ret |     | 0       |
| -    | Gianfranco Domeniconi | Norton                      |     |     |     |     |     |     |     |     | Ret | 0       |
| -    | Vincent Duckett       | Matchless                   |     |     |     |     |     |     |     | Ret |     | 0       |
| -    | Mike Duff             | Matchless                   |     |     |     |     |     |     |     | Ret |     | 0       |
| -    | Fritjof Eccarius      | Matchless                   | Ret |     |     |     |     |     |     |     |     | 0       |
| -    | Steve Ellis           | Matchless                   |     |     |     |     |     |     |     | Ret |     | 0       |
| -    | Ray Flack             | Norton                      |     |     |     |     |     |     |     | Ret |     | 0       |
| -    | Toshio Fujii          | Norton                      |     |     | Ret |     |     |     |     |     |     | 0       |
| -    | Robert Graham         | AJS                         |     |     |     |     |     |     | Ret |     |     | 0       |
| -    | Billie Guthrie        | Norton                      |     |     |     |     |     |     | Ret |     |     | 0       |
| -    | Albert Haddock        | Triumph                     |     |     |     |     |     |     |     | Ret |     | 0       |
| -    | Trevor Holdsworth     | Norton                      |     |     |     |     |     |     |     | Ret |     | 0       |
| -    | Alan Hunter           | Norton                      |     |     |     |     |     |     |     | Ret |     | 0       |
| -    | David Johnson         | Norton                      |     |     |     |     |     |     | Ret |     |     | 0       |
| -    | David Jones           | BSA                         |     |     |     |     |     |     |     | Ret |     | 0       |
| -    | Jimmy Jones           | Norton                      |     |     |     |     |     |     | Ret |     |     | 0       |
| -    | Ken Kay               | Matchless                   |     |     |     |     |     |     |     | Ret |     | 0       |
| -    | Reay Mackay           | Vincent HRD                 |     |     |     |     |     |     |     | Ret |     | 0       |
| -    | Tony McGurk           | Matchless                   |     |     |     |     |     |     |     | Ret |     | 0       |
| -    | Michael McStay        | Norton                      |     |     |     |     |     |     |     | Ret |     | 0       |
| -    | Helmut Morgenstern    | Norton                      | Ret |     |     |     |     |     |     |     |     | 0       |
| -    | Albert Moule          | Norton                      |     |     |     |     |     |     |     | Ret |     | 0       |
| -    | Frank Mumford         | Norton                      |     |     |     |     |     |     |     | Ret |     | 0       |
| -    | Tauno Nurmi           | Norton                      |     |     |     |     | Ret |     |     |     |     | 0       |
| -    | Bert Oosterhuis       | Norton                      |     | Ret |     |     |     |     |     |     |     | 0       |
| -    | Giovanni Perrone      | Bianchi                     |     |     |     |     |     |     |     |     | Ret | 0       |
| -    | Alan Prange           | Matchless                   |     |     |     |     |     |     |     | Ret |     | 0       |
| -    | Norman Price          | Norton                      |     |     |     |     |     |     |     | Ret |     | 0       |
| -    | Tom Read              | Norton                      |     |     |     |     |     |     |     | Ret |     | 0       |
| -    | Robert Reid           | Norton                      |     |     |     |     |     |     | Ret |     |     | 0       |
| -    | Jouko Ryhänen         | Matchless                   |     |     |     |     |     | Ret |     |     |     | 0       |
| -    | Tony Rutter           | Norton                      |     |     |     |     |     |     |     | Ret |     | 0       |
| -    | Alf Shaw              | Norton                      |     |     |     |     |     |     |     | Ret |     | 0       |
| -    | John Simmonds         | Norton                      |     |     |     |     |     |     |     | Ret |     | 0       |
| -    | Lars Skjelfoss        | Matchless                   |     |     |     | Ret |     |     |     |     |     | 0       |
| -    | Bill Smith            | Matchless                   |     |     |     |     |     |     |     | Ret |     | 0       |
| -    | Hans Sommerhalder     | Matchless                   |     |     |     |     |     |     |     | Ret |     | 0       |
| -    | Adrian Spooner        | Norton                      |     |     |     |     |     |     |     | Ret |     | 0       |
| -    | Malcolm Uphill        | Norton                      |     |     |     |     |     |     |     | Ret |     | 0       |
| -    | Brian Walmsley        | Norton                      |     |     |     |     |     |     |     | Ret |     | 0       |
| -    | Ron Wilson            | Norton                      |     |     |     |     |     |     | Ret |     |     | 0       |
| -    | Tony Wood             | Norton                      |     |     |     |     |     |     | Ret |     |     | 0       |
| -    | Derek Woodman         | Matchless                   |     |     | Ret |     |     |     |     |     |     | 0       |
| -    | Benedetto Zambotti    | Norton                      |     |     |     |     |     |     |     |     | Ret | 0       |
| Pos. | Piloto                | Moto                        | GER | HOL | BEL | DDR | CZE | FIN | ULS | MAN | NAC | Pts.    |

### 350cc[3]
| Pos. | Piloto             | Moto         | Pts. |
| ---- | ------------------ | ------------ | ---- |
| 1    | Mike Hailwood      | Honda        | 48   |
| 2    | Giacomo Agostini   | MV Agusta    | 42   |
| 3    | Renzo Pasolini     | Aermacchi    | 17   |
| 4    | František Št'astný | Jawa         | 13   |
| 5    | Gustav Havel       | Jawa         | 12   |
| 6    | Alberto Pagani     | Aermacchi    | 11   |
| 7    | Heinz Rosner       | MZ           | 10   |
| 8    | Phil Read          | Yamaha       | 8    |
| 9    | Jack Ahearn        | Norton       | 8    |
| 10   | Bruce Beale        | Honda        | 7    |
| 11   | Tarquinio Provini  | Benelli      | 6    |
| =    | Peter Williams     | AJS          | 6    |
| =    | Bill Ivy           | Yamaha       | 6    |
| 14   | Silvio Grassetti   | Bianchi      | 6    |
| 15   | Jim Redman         | Honda        | 4    |
| =    | Tommy Robb         | Bultaco      | 4    |
| =    | Chris Conn         | Norton       | 4    |
| 18   | Gilberto Milani    | Aermacchi    | 3    |
| =    | Stuart Graham      | AJS          | 3    |
| =    | Kel Carruthers     | Norton       | 3    |
| =    | Byron Black        | Honda        | 3    |
| 22   | František Boček    | Jawa         | 3    |
| 23   | Dave Simmonds      | Honda-Norton | 2    |
| =    | Kenzo Muromachi    | Honda        | 2    |
| 25   | John Blanchard     | AJS          | 1    |
| =    | Joe Dunphy         | Norton       | 1    |
| =    | Kent Andersson     | Husqvarna    | 1    |

### 250cc[4]
| Pos. | Piloto             | Equipo        | Pts. |
| ---- | ------------------ | ------------- | ---- |
| 1    | Mike Hailwood      | Honda         | 56   |
| 2    | Phil Read          | Yamaha        | 34   |
| 3    | Jim Redman         | Honda         | 20   |
| 4    | Derek Woodman      | MZ            | 18   |
| 5    | Stuart Graham      | Honda         | 15   |
| 6    | Heinz Rosner       | MZ            | 15   |
| 7    | Jack Findlay       | Bultaco       | 14   |
| 8    | František Št'astný | Jawa          | 11   |
| 9    | Mike Duff          | Yamaha        | 9    |
| 10   | Ginger Molloy      | Bultaco       | 8    |
| =    | Hiroshi Hasegawa   | Yamaha        | 8    |
| 12   | Gyula Marsovsky    | Bultaco       | 8    |
| 13   | Bill Ivy           | Yamaha        | 5    |
| 14   | Renzo Pasolini     | Aermacchi     | 4    |
| =    | Kevin Cass         | Bultaco       | 4    |
| =    | Peter Inchley      | Villiers      | 4    |
| =    | Alberto Pagani     | Aermacchi     | 4    |
| =    | Akiyasu Motohashi  | Yamaha        | 4    |
| 19   | Bruce Beale        | Honda         | 4    |
| 20   | Kent Andersson     | Husqvarna     | 4    |
| 21   | Selwyn Griffiths   | Royal Enfield | 3    |
| 22   | Tommy Robb         | Bultaco       | 3    |
| 23   | Chris Anderson     | Yamaha        | 2    |
| =    | Jim Curry          | Honda         | 2    |
| 25   | Günter Beer        | Honda         | 1    |
| =    | Daniel Lhéraud     | Yamaha        | 1    |
| =    | Len Atlee          | Cotton        | 1    |
| =    | Bill Smith         | Bultaco       | 1    |
| =    | Giuseppe Visenzi   | Aermacchi     | 1    |

### 125cc[5]
| Pos. | Piloto               | Equipo  | Pts. |
| ---- | -------------------- | ------- | ---- |
| 1    | Luigi Taveri         | Honda   | 46   |
| 2    | Bill Ivy             | Yamaha  | 40   |
| 3    | Ralph Bryans         | Honda   | 32   |
| 4    | Phil Read            | Yamaha  | 29   |
| 5    | Hugh Anderson        | Suzuki  | 15   |
| 6    | Yoshimi Katayama     | Suzuki  | 14   |
| 7    | Frank Perris         | Suzuki  | 10   |
| 8    | Akiyasu Motohashi    | Yamaha  | 5    |
| 9    | Mike Duff            | Yamaha  | 4    |
| =    | Mitsuo Itoh          | Suzuki  | 4    |
| 11   | Tommy Robb           | Yamaha  | 3    |
| 12   | Francesco Villa      | Montesa | 2    |
| =    | Hans-Georg Anscheidt | Suzuki  | 2    |
| =    | Peter Williams       | EMC     | 2    |
| 15   | José Medrano         | Bultaco | 1    |
| =    | Herbert Mann         | MZ      | 1    |
| =    | Mike Hailwood        | Honda   | 1    |
| =    | Friedhelm Kohlar     | MZ      | 1    |
| =    | Hartmut Bischoff     | MZ      | 1    |
| =    | Walter Scheimann     | Honda   | 1    |
| =    | Yasuharu Yuzawa      | Yamaha  | 1    |

### 50cc[6]
| Pos. | Piloto               | Equipo      | Pts. |
| ---- | -------------------- | ----------- | ---- |
| 1    | Hans-Georg Anscheidt | Suzuki      | 28   |
| 2    | Ralph Bryans         | Honda       | 26   |
| 3    | Luigi Taveri         | Honda       | 26   |
| 4    | Hugh Anderson        | Suzuki      | 16   |
| 5    | Yoshimi Katayama     | Suzuki      | 10   |
| 6    | Barry Smith          | Derbi       | 3    |
| =    | Ernst Degner         | Suzuki      | 3    |
| =    | Mitsuo Itoh          | Suzuki      | 3    |
| 9    | Ángel Nieto          | Derbi       | 2    |
| =    | Oswald Dittrich      | Kreidler    | 2    |
| =    | Brian Gleed          | Honda       | 2    |
| =    | Tommy Robb           | Bridgestone | 2    |
| 13   | Cees van Dongen      | Kreidler    | 1    |
| =    | Isao Morishita       | Bridgestone | 1    |
| =    | Dave Simmonds        | Honda       | 1    |
| =    | André Roth           | Derbi       | 1    |
| =    | Jack Findlay         | Bridgestone | 1    |